# HD 42936
HD 42936 är en dubbelstjärna belägen i den norra delen av stjärnbilden Taffelberget. Den har en kombinerad skenbar magnitud av ca 9,09 och kräver ett mindre teleskop för att kunna observeras. Baserat på parallaxmätning inom Hipparcosuppdraget på ca 21,3 mas, beräknas den befinna sig på ett avstånd på ca 153 ljusår (ca 47 parsek) från solen. Den rör sig bort från solen med en heliocentrisk radialhastighet på ca 34 km/s.

## Egenskaper
Primärstjärnan HD 42936 A är en orange till gul stjärna i huvudserien av spektralklass K0 IV/V. Den har en massa som är ca 0,87 solmassor, en radie som är ca 0,85 solradier och har ca 0,54 gånger solens utstrålning av energi från dess fotosfär vid en effektiv temperatur av ca 5 100 K.
Följeslagaren HD 42936 A är en liten stjärna av spektraltyp L. Den har en massa av ca 80 jupitermassor, precis över gränsen för att kunna upprätthålla en termonukleär fusion av väte.

## Planetsystem
Under 2019 bekräftade en analys utförd av ett team av astronomer under ledning av John R. Barnes från Dispersed Matter Planet Project (DMPP) förekomsten av en superjord som exoplanet i omloppsbana kring HD 42936 A (DMPP-3).
| Planet | Massa                | Halv storaxel (AE) | Siderisk omloppstid (d) | Excentricitet | Inklination | Radie |
| ------ | -------------------- | ------------------ | ----------------------- | ------------- | ----------- | ----- |
| b      | ≥2.58+0.36 −0.58 M ⊕ | 0.0662+0.02 −0.02  | 66732+0.0011 −0.0003    | 0,14          | -           | -     |